# パオリージ
パオリージ（イタリア語: Paolisi）は、イタリア共和国カンパニア州ベネヴェント県にある、人口約2,100人の基礎自治体（コムーネ）。

## 地理

### 位置・広がり
ベネヴェント県のコムーネ。県都ベネヴェントから西南西へ20kmの距離にある。

#### 隣接コムーネ
隣接するコムーネは以下の通り。括弧内のNAはナポリ県、AVはアヴェッリーノ県所属を示す。
- アイローラ
- アルパーイア
- ロッカライーノラ (NA)
- ロトンディ (AV)